# هنري سنو
هنري سنو (بالإنجليزية: Henry Snow)‏ (1 فبراير 1811 - 20 يناير 1874) هو لاعب كريكت بريطاني (وحمل سابقاً جنسية المملكة المتحدة لبريطانيا العظمى وأيرلندا).